# Partizan
Partizán (francosko partisan − partizan, pristaš, prostovoljni udeleženec, privrženec) je splošni naziv za ljudskega borca, gverilca, borca v uporniških enotah, lahko pa označuje tudi udeležence narodnoosvobodilnega boja sploh: ruski, francoski, italijanski, jugoslovanski, grški, albanski, bolgarski, slovaški, slovenski partizani. V srednjem veku je izraz označeval najemnega vojaka, v 18. stoletju pa prostovoljca v neregularni vojaški enoti v sovražnikovem zaledju. V vojnem pravu so upoštevani od ameriške secesijske vojne sredi 19. stoletja, 1907 je bilo v Haagu prebivalstvu na zasedenem ozemlju priznana pravica do partizanskega upora, vendar je med drugo svetovno vojno fašisti niso upoštevali. Pravni status partizanov ureja Ženevska konvencija 18. 2. 1949.
Partizanske enote so hitro gibljive gverilske enote v sovražnikovem zaledju, različne moči in oborožitve, ki uporabljajo taktiko vojskovanja s hitrimi in nenadnimi napadi na dele sovražnikove vojske, transport, infrastrukturo ipd.

## Partizani v Sloveniji in Jugoslaviji med 2. svetovno vojno
V slovenski zgodovini je partizan udeleženec narodnoosvobodilne vojne 1941−1945. Jugoslovanska partizanska vojska, nastala na pobudo in v organizaciji Komunistične partije Jugoslavije, se je najprej imenovala Narodnoosvobodilni partizanski odredi Jugoslavije ali skrajšano NOPOJ (prva proletarska brigada NOPOJ je bila ustanovljena 21. decembra 1941 v vasi Rudo v Bosni in Hercegovini), od januarja 1942 Narodnoosvobodilna partizanska in prostovoljna vojska Jugoslavije (NOP in PVJ), od novembra 1942 pa Narodnoosvobodilna vojska in partizanski odredi Jugoslavije (NOV in POJ). 1. marca 1945 so se partizanske enote preimenovale v Jugoslovansko armado (JA, od 1951 JLA), ki je svoje čase veljala za eno največjih evropskih armad.
Začetek slovenskega partizanstva je 12. 7. 1941, ko sta OF in KPS pozvala k uporu. Na Gorenjskem so na začetku vojne ljudi, ki so pred nasiljem okupatorjev zbežali v gozdove, imenovali gošarji. Okupator izraza partizan ni priznal in je zanje uporabljal izraze banditi ali komunistični tolovaji. Poimenovanje partizan se je ohranilo tudi potem, ko se se partizani organizirali v redno vojsko, ki so jo priznali zavezniki v protifašistični koaliciji. Tako se s pridevnikom partizanski označujejo organizacije in dejavnosti NOV in POS med drugo svetovno vojno: bolnišnice, delavnice, partizanska saniteta, partizanska tehnika oz. tiskarne, partizanski radio. Na osvobojenem ozemlju so imeli svoje lutkovno gledališče, pevske zbore, plačilna sredstva itd.
Partizanska strategija je v tem, da so enote razporejene po obsežnem področju in da so povezane z lokalnim prebivalstvom. Organiziranost se je ves čas prilagajala razmeram. Enote so se zaradi sovražnikove številčne in vojaške premoči večinoma izogibale frontalnim spopadom. Napadale so iz zasede in z diverzantskimi akcijami škodovale okupatorju. Partizansko vojskovanje je bilo pomembno, ker je vezalo več sovražnikove vojske, kot bi je sicer. Partizani so prekinjali sovražnikovo oskrbo, omejevale njegovo gibljivost, preprečevali delovanje obveščevalne službe, izseljevanje Slovencev, mobilizacijo v nemško vojsko in onemogočili vključitev slovenskega ozemlja v Tretji rajh.
Partizanski pozdrav je bil po zgledu francoske osvobodilne fronte v pest stisnjena desna roka, dvignjena k pokrivalu, z vzklikom V boj! in odzdravom Za svobodo!. Pozneje se je uveljavil pozdrav Smrt fašizmu! in odzdrav Svoboda narodu. Do 1943 partizani niso nosili uniform. 17. oktobra 1941 je partizansko poveljstvo določilo, da imajo pokrivala slovensko zastavo in protifašistično rdečo peterokrako zvezdo, 1943 so prevzeli trirogeljno pokrivalo po zgledu španskih republikanskih borcev in ga preimenovali v triglavko. Proletarske partizanske enote so imele rdečo zastavo s srpom in kladivom v zgornjem desnem kotu, na pokrivalih pa rdečo zvezdo s srpom in kladivom. Po sklepu izvršnega odbora OF so srp in kladivo zamenjali s kratico OF. Za hrabrost so partizani podeljevali odlikovanja.

## Vir
- Ivan Kristan: Partizan. Enciklopedija Slovenije, 8. 247.
- Zdravko Klajnšček: Partizansko vojskovanje. Enciklopedija Slovenije, 8. 261–62.